# Stig Sjölin
Stig Karl Olof Sjölin (Värnamo, 21 dicembre 1928 – Helsingborg, 9 gennaio 1995) è stato un pugile svedese.

## Palmarès
- Giochi olimpici

Helsinki 1952: bronzo nei pesi medi.
- Europei - Dilettanti

Oslo 1949: argento nei pesi medi.
Milano 1951: oro nei pesi medi.
Varsavia 1953: bronzo nei pesi medi.
Berlino Ovest 1955: argento nei pesi medi.